# Витязь (футбольный клуб, Крымск)
«Витязь» — российский футбольный клуб из города Крымска. Основан в 1994 году.

## История
В советские времена команда из Крымска называлась «Урожай». И в советское время, и после распада СССР команда из Крымска не раз становилась призёром краевых первенств. В 1994 году была основана «Заря», а с 1996 года команда стала называться «Витязь». В 1999 году «Витязь» впервые принял участие во Втором дивизионе России и занял 7 место. Лучшее достижении в Кубке России — 1/32 финала в сезоне 2001/02. На протяжении шести лет команда играла во Втором дивизионе, а в сезоне 2005 «Витязь» снялся с соревнований и продолжил выступления на любительском уровне под названием «Заря». С 2005 по 2012 год «Заря» выступала в Первой лиге и Кубке губернатора Краснодарского края. С 2013 года команда вновь выступала во втором дивизионе в зоне «Юг» под названием «Витязь». Так как бывший стадион «Витязь» был разрушен в результате июльского наводнения в 2012 году, клуб проводит матчи на стадионе спорткомплекса «Гигант».
В настоящее время ФК «Витязь» вновь снялся с соревнований под эгидой РФС и ПФЛ.

## Статистика выступлений

### Под названием «Витязь»
- Второй дивизион Чемпионата России[2]
  - Второй дивизион ПФЛ 2014/2015, зона Юг — 2-е место
  - Второй дивизион ПФЛ 2013/2014, зона Юг — 3-е место
  - Второй дивизион ПФЛ 2004, зона Юг — 9-е место
  - Второй дивизион ПФЛ 2003, зона Юг — 7-е место
  - Второй дивизион ПФЛ 2002, зона Юг — 12-е место
  - Второй дивизион ПФЛ 2001, зона Юг — 15-е место
  - Второй дивизион ПФЛ 2000, зона Юг — 10-е место
  - Второй дивизион ПФЛ 1999, зона Юг — 7-е место

- Кубок России по футболу[2]
  - Кубок России по футболу 2014/2015 — 1/256 финала
  - Кубок России по футболу 2013/2014 — 1/64 финала
  - Кубок России по футболу 2004/2005 — 1/128 финала
  - Кубок России по футболу 2003/2004 — 1/512 финала
  - Кубок России по футболу 2002/2003 — 1/128 финала
  - Кубок России по футболу 2001/2002 — 1/32 финала
  - Кубок России по футболу 2000/2001 — 1/128 финала
  - Кубок России по футболу 1999/2000 — 1/256 финала

### Под названием «Урожай»
- Чемпионат СССР по футболу[1]
  - Чемпионат СССР по футболу 1969, класс Б РСФСР, зона 3 — 18-е место
  - Чемпионат СССР по футболу 1968, класс Б РСФСР, зона 4 — 9-е место
  - Чемпионат СССР по футболу 1967, класс Б РСФСР, зона 4 — 7-е место
  - Чемпионат СССР по футболу 1966, класс Б РСФСР, зона 4 — 12-е место

- Кубок СССР по футболу[1]
  - Кубок СССР по футболу 1967/1968, зона 4, РСФСР — финал
  - Кубок СССР по футболу 1966/1967, зона 4, РСФСР — 1/4 финала

## Прежние названия команды
- до 1994 — «Урожай», «Колос», АПК, «Альтрос»

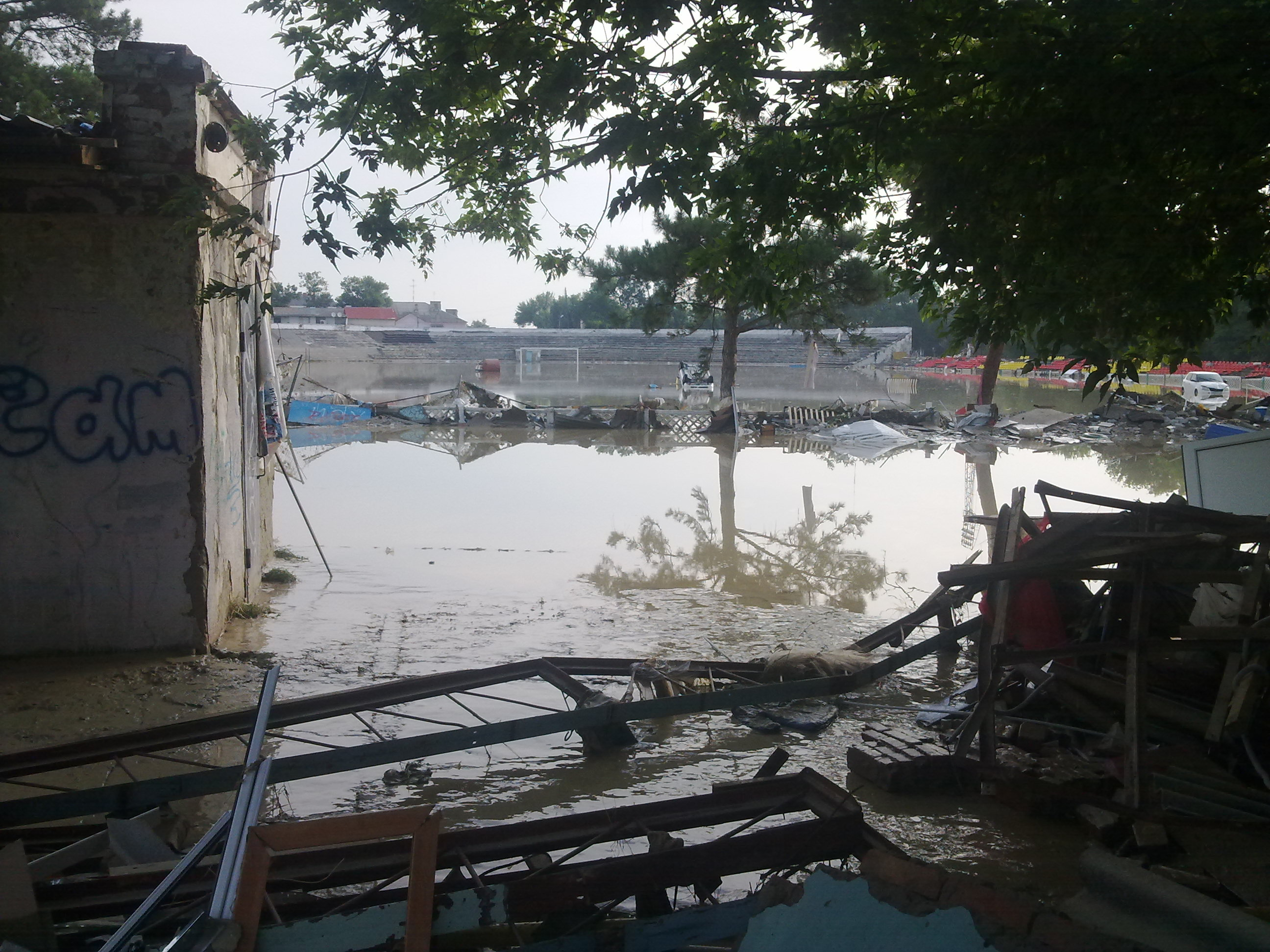
Стадион «Витязь» после наводнения.

- с 1994 по 1995 — «Заря»
- с 1996 по 2005 — «Витязь»
- с 2005 по 2012 — «Заря»
- с 2013 — «Витязь»[4] Стадион «Витязь» после наводнения.

## Стадион «Витязь»
Находится близко к центру города. Был построен в 1953 году. В результате июльского наводнения в 2012 году стадион был разрушен. Была разрушена восточная трибуна, часть западной, внешние ограждения. «Витязь» был завален разнообразным мусором. После наводнения на стадионе оказались даже перёвернутые автомобили, принесённые потоком воды. Позже на месте стадиона был развёрнут мобильный госпиталь МЧС. Сейчас ведутся работы по его восстановлению. ФК «Витязь» тем временем проводит свои домашние матчи на стадионе спорткомплекса «Гигант», который был открыт в 1996 году и рассчитан на 1500 зрителей.
В настоящее время стадион "Витязь" отдан под строительство коммерческой недвижимости.